# Lány egyéni műkorcsolya a 2024. évi téli ifjúsági olimpiai játékokon
A 2024. évi téli ifjúsági olimpiai játékokon a műkorcsolya lány egyéni versenyszámának rövid programját január 28-án, a szabadprogramot pedig január 30-án rendezték a Gangneung Ice Arenában.
Az aranyérmet a japánok 15 éves műkorcsolyázója, Simada Mao szerezte meg, míg honfitársa, Takagi Jó bronzérmes lett. A második helyen a házigazdák versenyzője, Sin Csia (Shin Ji-a) végzett.
A versenyszámban egy magyar indul, Ekker Léna vett részt, aki tizennegyedikként zárt a téli ifjúsági olimpián.

## Versenynaptár
A versenyszámok eseményei helyi idő szerint (UTC+09:00), zárójelben magyar idő szerint (UTC+01:00) olvashatóak:
| Dátum                      | Időpont                   | Forduló       |
| -------------------------- | ------------------------- | ------------- |
| 2024. január 28., vasárnap | 16:10-18:35 (08:10-10:35) | Rövid program |
| 2024. január 30., kedd     | 14:30-17:15 (06:30-09:15) | Szabadprogram |

## Eredmény
| Hely. | Versenyző                  | Nemzet                 | Rövid program | Rövid program                         | Rövid program                         | Rövid program                         | Rövid program | Rövid program | Rövid program | Rövid program | Rövid program | Szabadprogram | Szabadprogram                         | Szabadprogram                         | Szabadprogram                         | Szabadprogram | Szabadprogram | Szabadprogram | Szabadprogram | Szabadprogram | ÖP     |
| Hely. | Versenyző                  | Nemzet                 | R             | A három általános komponens pontszáma | A három általános komponens pontszáma | A három általános komponens pontszáma | PP            | TP            | LV            | H             | P             | R             | A három általános komponens pontszáma | A három általános komponens pontszáma | A három általános komponens pontszáma | PP            | TP            | LV            | H             | P             | ÖP     |
| Hely. | Versenyző                  | Nemzet                 | R             | KG                                    | EM                                    | KK                                    | PP            | TP            | LV            | H             | P             | R             | KG                                    | EM                                    | KK                                    | PP            | TP            | LV            | H             | P             | ÖP     |
| ----- | -------------------------- | ---------------------- | ------------- | ------------------------------------- | ------------------------------------- | ------------------------------------- | ------------- | ------------- | ------------- | ------------- | ------------- | ------------- | ------------------------------------- | ------------------------------------- | ------------------------------------- | ------------- | ------------- | ------------- | ------------- | ------------- | ------ |
| Arany | Simada Mao                 | Japán (JPN)            | 16            | 7,93                                  | 7,86                                  | 8,00                                  | 31,64         | 39,41         | 0,00          | 1.            | 71,05         | 16            | 7,71                                  | 7,61                                  | 7,96                                  | 62,16         | 64,78         | -1,00         | 1.            | 125,94        | 196,99 |
| Ezüst | Sin Csia (Shin Ji-a)       | Dél-Korea (KOR)        | 17            | 7,71                                  | 7,64                                  | 7,68                                  | 30,62         | 35,86         | 0,00          | 3.            | 66,48         | 15            | 7,71                                  | 7,79                                  | 7,68                                  | 61,9          | 63,45         | 0,00          | 2.            | 125,35        | 191,83 |
| Bronz | Takagi Jó                  | Japán (JPN)            | 8             | 7,43                                  | 7,29                                  | 7,50                                  | 29,56         | 37,67         | 0,00          | 2.            | 67,23         | 17            | 7,57                                  | 7,57                                  | 7,64                                  | 60,82         | 55,15         | 0,00          | 5.            | 115,97        | 183,20 |
| 4.    | Kim Juszong (Kim Yuseong)  | Dél-Korea (KOR)        | 12            | 6,86                                  | 6,86                                  | 6,68                                  | 27,12         | 36,52         | 0,00          | 4.            | 63,64         | 12            | 7,07                                  | 7,04                                  | 6,89                                  | 56,08         | 62,81         | 0,00          | 4.            | 117,89        | 181,53 |
| 5.    | Inga Gurgenidze            | Grúzia (GEO)           | 18            | 6,46                                  | 6,18                                  | 6,82                                  | 25,88         | 33,11         | -1,00         | 7.            | 57,99         | 9             | 6,18                                  | 6,18                                  | 6,79                                  | 51,13         | 64,29         | 0,00          | 6.            | 115,42        | 173,41 |
| 6.    | Sherry Zhang               | Egyesült Államok (USA) | 14            | 6,61                                  | 6,11                                  | 6,50                                  | 25,57         | 22,40         | -2,00         | 14.           | 45,97         | 2             | 6,46                                  | 6,79                                  | 6,89                                  | 53,78         | 69,70         | 0,00          | 3.            | 123,48        | 169,45 |
| 7.    | Kao Si-csi (Gao Shiqi)     | Kína (CHN)             | 4             | 6,50                                  | 6,61                                  | 6,82                                  | 26,51         | 33,77         | 0,00          | 5.            | 60,28         | 13            | 6,54                                  | 6,43                                  | 6,86                                  | 52,95         | 56,18         | -1,00         | 8.            | 108,13        | 168,41 |
| 8.    | Iida Karhunen              | Finnország (FIN)       | 13            | 6,50                                  | 6,39                                  | 6,39                                  | 25,65         | 29,39         | 0,00          | 11.           | 55,04         | 6             | 6,50                                  | 6,29                                  | 6,29                                  | 50,94         | 60,90         | 0,00          | 7.            | 111,84        | 166,88 |
| 9.    | Anthea Gradinaru           | Svájc (SUI)            | 11            | 6,32                                  | 6,18                                  | 6,18                                  | 24,85         | 31,93         | -1,00         | 10.           | 55,78         | 8             | 5,96                                  | 5,89                                  | 6,29                                  | 48,43         | 58,76         | 0,00          | 9.            | 107,19        | 162,97 |
| 10.   | Caj Ju-feng (Tsai Yu-Feng) | Tajvan (TPE)           | 9             | 6,86                                  | 7,00                                  | 6,64                                  | 27,26         | 29,20         | 0,00          | 9.            | 56,46         | 10            | 6,57                                  | 6,61                                  | 6,39                                  | 52,25         | 47,93         | 0,00          | 11.           | 100,18        | 156,64 |
| 11.   | Kaiya Ruiter               | Kanada (CAN)           | 10            | 6,82                                  | 6,86                                  | 6,82                                  | 27,26         | 31,52         | 0,00          | 6.            | 58,78         | 14            | 6,93                                  | 6,71                                  | 6,79                                  | 54,55         | 42,62         | -1,00         | 12.           | 96,17         | 154,95 |
| 12.   | Sophia Shifrin             | Izrael (ISR)           | 6             | 5,89                                  | 5,61                                  | 5,64                                  | 22,79         | 26,75         | 0,00          | 12.           | 49,54         | 7             | 5,89                                  | 5,79                                  | 5,89                                  | 46,92         | 56,08         | 0,00          | 10.           | 103,00        | 152,54 |
| 13.   | Maria Eliise Kaljuvere     | Észtország (EST)       | 15            | 6,57                                  | 6,36                                  | 6,43                                  | 25,75         | 31,77         | -1,00         | 8.            | 56,52         | 11            | 6,21                                  | 5,79                                  | 6,25                                  | 48,73         | 46,66         | -2,00         | 13.           | 93,39         | 149,91 |
| 14.   | Ekker Léna                 | Magyarország (HUN)     | 3             | 5,46                                  | 5,50                                  | 5,25                                  | 21,56         | 23,37         | 0,00          | 15.           | 44,93         | 5             | 5,71                                  | 5,64                                  | 5,50                                  | 45,00         | 45,83         | 0,00          | 14.           | 90,83         | 135,76 |
| 15.   | Eve Dubecq                 | Franciaország (FRA)    | 2             | 5,50                                  | 5,25                                  | 5,50                                  | 21,62         | 27,07         | -1,00         | 13.           | 47,69         | 4             | 5,04                                  | 4,86                                  | 5,14                                  | 40,16         | 42,32         | -2,00         | 15.           | 80,48         | 128,17 |
| 16.   | Sofja Stepčenko            | Lettország (LAT)       | 7             | 5,50                                  | 5,25                                  | 5,43                                  | 21,52         | 24,25         | -1,00         | 16.           | 44,77         | 1             | 4,46                                  | 4,43                                  | 5,04                                  | 37,20         | 38,82         | 0,00          | 16.           | 76,02         | 120,79 |
| 17.   | Sienna Kaczmarczyk         | Ausztrália (AUS)       | 1             | 5,04                                  | 4,89                                  | 4,86                                  | 19,66         | 20,31         | 0,00          | 17.           | 39,97         | 3             | 4,68                                  | 4,46                                  | 4,54                                  | 36,53         | 35,96         | 0,00          | 17.           | 72,49         | 112,46 |
| –     | Stefania Yakovleva         | Ciprus (CYP)           | 5             |                                       |                                       |                                       |               |               |               |               |               |               |                                       |                                       |                                       |               |               |               |               |               | WD     |

____
Magyarázat:
• R = rajtszám • KG = koreográfia • EM = előadás/kivitelezés • KK = korcsolyázó képesség • PP = a program pontszám • TP = technikai pontszám • LV = pontlevonás • H = helyezés • P = pontszám • ÖP = Összpontszám • WD = visszalépett